# Peoni
I Peoni erano un antico popolo indoeuropeo stanziato nella regione che da loro prese il nome di Peonia, corrispondente alla valle del fiume Assio/Vardar. Erano divisi in numerose tribù e parlavano la lingua peonia, della quale scarse sono le attestazioni. Le fonti classiche solitamente considerano i Peoni distinti dai vicini Traci, Macedoni, Greci o Illiri, e le scarse testimonianze della loro lingua sembrano confermare tale diversità, tanto da farli considerare un ramo autonomo della grande famiglia indoeuropea.

## Storia
Poiché sono citati nell'Iliade omerica come alleati di Troia, la loro presenza nell'area greca deve risalire almeno all'epoca micenea (1500 a.C.). Popolo di modeste dimensioni, subì a lungo la pressione dei più potenti vicini Traci e Macedoni, ai quali al tempo di Alessandro Magno fornì contingenti militari (fanteria e cavalleria).

Peoni

Dopo la morte di Alessandro Magno, sul finire del IV secolo a.C., il re Dropione riuscì a riunire tutte le tribù della Peonia in un regno unitario, che però fu di breve durata: già Antigono II, re di Macedonia dal 276 a.C. al 239 a.C., riuscì ad annettere la Peonia al suo regno; da allora i Peoni si confusero con i Macedoni. Le tribù orientali invece furono assorbite dall'elemento trace o ne furono fortemente influenzate. Quelle invece, dell'estremo ovest della Peonia, caddero sotto l'influenza illirica. La zona centrale della Peonia, quella lungo il fiume Assio, fu assorbita dalla Macedonia ellenizzata, nel periodo ellenistico. Comunque la maggior parte delle testimonianze della Peonia dal punto di vista archeologico si trova nella odierna Repubblica di Macedonia del Nord.

## Lingua
Della lingua dei Peoni scarsissime sono le testimonianze, che si riducono quasi interamente a nomi propri riportati da autori greci. Ascritta in passato sia al gruppo illirico sia a quello tracio, oggi è considerata generalmente l'unica rappresentante di una famiglia indoeuropea autonoma.

## Cultura
I Peoni sono presenti nella mitologia greca. Oltre a essere citati da Omero nell'Iliade quali alleati di Troia, il mito mette in relazione il popolo con l'eroe Peone (Παίων), eponimo della stirpe.